# 金鑫 (政治人物)
金鑫（1929年10月—2020年9月3日），江苏海门人。中华人民共和国政治人物，曾任中华人民共和国国家税务总局原副局长、党组书记。是中共第十四次全国代表大会代表，第八届、九届全国人民代表大会代表、全国人大财经委员会委员。

## 生平
金鑫于1929年10月出生于江苏海门。1945年8月，参加革命工作，1949年8月加入中国共产党。1952年至1969年先后任江苏省财政厅预算处副处长、处长等。
文化大革命期间，从1969年至1973年，被下放到江苏省淮阴地区泗阳县临河公社进行劳动。1973年起恢复职务，1994年1月至1995年1月任国家税务总局副局长、党组书记。2007年3月离休。
2020年9月3日，金鑫因病在北京逝世，享年90岁。